# In de wei
In de wei is het  eerste live-album van Rowwen Hèze. Het  werd in september 1992 door HKM/CNR uitgebracht en kwam op 10 oktober op de 43ste plaats binnen in de Album Top 100. Daarin bleef het album 32 weken genoteerd en behaalde het als hoogste plaats de 28ste positie. Het album werd bekroond met een Gouden Plaat.
Op het album is een live-registratie te horen van het concert van Rowwen Hèze tijdens Pinkpop 1992 in Landgraaf op Tweede Pinksterdag, maandag 8 juni dat jaar. De laatste vier nummers zijn opgenomen in J.C. de Vlies te Horst. Het nummer Fiesta is een cover van het gelijkmatige nummer van The Pogues, dat in 1988 was uitgekomen op If I Should Fall from Grace with God.
Ongeveer een kwart van de eerste tienduizend exemplaren bevat een fout: deze cd's bevatten pauzes tussen de nummers. Dit werd onmiddellijk hersteld door CNR. Bijna deze gehele oplage werd verkocht op basis van voorinschrijvingen. Aan het begin van het eerste nummer, Henk is enne lollige vent, is de aankondiging op Pinkpop te horen van Jan Douwe Kroeske.

## Nummers
| Nr. | Titel                                   | Schrijver(s)                                                                                  | Duur |
| --- | --------------------------------------- | --------------------------------------------------------------------------------------------- | ---- |
| 1.  | Henk is enne lollige vent (Regular Guy) | Steve Earle, Jack Poels                                                                       | 3:45 |
| 2.  | Bestel mar (Anselma)                    | Cesar Suedan, Jack Poels                                                                      | 3:07 |
| 3.  | Dansen                                  | Jack Poels                                                                                    | 3:54 |
| 4.  | Twieje wurd                             | Jack Poels                                                                                    | 2:40 |
| 5.  | Maria                                   | Jack Poels                                                                                    | 3:39 |
| 6.  | Proate                                  | Jack Poels                                                                                    | 3:02 |
| 7.  | Blieve loepe                            | Jack Poels                                                                                    | 4:25 |
| 8.  | Loep nar d’n tap toe (Bayou Polka)      | Al Rapone, Al Lewis, Jack Poels                                                               | 3:13 |
| 9.  | Tuba (Traditioneel)                     | Jack Poels                                                                                    | 3:08 |
| 10. | Kroenenberg (Ay te Dejo en San Antonio) | Don Santiago, Santiago Jiménez, Tren van Enckevort, Jack Poels                                | 4:10 |
| 11. | Limburg                                 | Jack Poels                                                                                    | 3:57 |
| 12. | Fiesta                                  | Edmund Kötscher, Jem Finer, Rudi Lindt, Shane MacGowan                                        | 4:29 |
| 13. | De Peel in brand                        | Jack Poels                                                                                    | 3:22 |
| 14. | De toet                                 | Jack Poels                                                                                    | 3:13 |
| 15. | Pietje mos melleke (Traditioneel)       | Jack Poels                                                                                    | 2:39 |
| 16. | Rosamunde / Trompetenecho               | Frederick J. Reiter, Jaromír Vejvoda Klaus S. Richter, Václav Zeman, Fred Rauch, V.S. Avsenik | 2:57 |